# ضلكة (حديبو)
ضلكة هي إحدى قرى مديرية حديبو التابعة لمحافظة سقطرى، بلغ تعداد سكانها 15 نسمة حسب تعداد اليمن لعام 2004.